# 大伴国麻呂
大伴 国麻呂（おおとも の くにまろ）は、飛鳥時代の人物。姓は連。系譜は明らかでない。冠位は小錦上。

## 経歴
天武天皇4年（675年）7月に遣新羅大使として、副使の小錦下・三宅入石と共に新羅に派遣された（このときの冠位は小錦上）。翌天武天皇5年（676年）2月に新羅から帰国している。